# Pseudophacopteron carapae
Pseudophacopteron carapae är en insektsart som beskrevs av Malenovsk² och Burckhardt 2009. Pseudophacopteron carapae ingår i släktet Pseudophacopteron och familjen Phacopteronidae.
Artens utbredningsområde är Senegal. Inga underarter finns listade i Catalogue of Life.